# Белогорки
Белогорки — село в Камышинском районе Волгоградской области, в составе Белогорского сельского поселения.
Население — 192 чел. (2010).

## История
Основано как мещанский хутор Белая Горка, на городской земле города Камышина, на большой почтовой Саратовско-Астраханской дороге. Точная дата заселения не установлена. Предположительно основан во второй половине XIX века.
С 1928 года в составе Белогорского сельсовета Камышинского района Камышинского округа (округ ликвидирован в 1934 году) Нижневолжского края (с 1935 года — Сталинградского края, с 1936 года — Сталинградской области, с 1961 года — Волгоградской области).

## Общая физико-географическая характеристика
Село расположено в степной местности, в пределах Приволжской возвышенности, являющейся частью Восточно-Европейской равнины, на высоте около 95 метров над уровнем моря. Рельеф местности холмисто-равнинный, развита овражно-балочная сеть. Согласно А.А. Минху село расположено на речке Белой при слиянии её с речкой Белой Глинкой, составляющими реку Сестренку. Почвы каштановые.
У села проходит федеральная автодорога Р228 (Волгоград - Саратов - Сызрань). Расстояние до административного центра Белогорского сельского поселения посёлка Госселекстанция составляет 12 км, до районного центра города Камышин — 27 км, до областного центра города Волгоград — 170 км.
Часовой пояс
Белогорки, как и вся Волгоградская область, находится в часовой зоне МСК (московское время). Смещение применяемого времени относительно UTC составляет +3:00.

## Население
Динамика численности населения
| 1891 | 1987  | 2002 |
| ---- | ----- | ---- |
| 514  | ≈ 100 | 211  |

| 2010 |
| ---- |
| 192  |